# 上ノ薗公秀
上ノ薗 公秀（うえのその きみひで、1968年7月13日 - ）は、朝日放送グループの 朝日放送ラジオ（ABCラジオ）所属のラジオプロデューサー。主に落語家や漫才師が出演するラジオ番組の演出や構成を担当。大阪市阿倍野区出身で住吉区育ち。大阪学院大学経済学部卒業。 血液型はO型。既婚。

## 来歴
- 小学生時代は近所で「神童」と呼ばれ、中学時代は生徒会長を務めていた。
- 中学2年の冬休みにMBSラジオ『ヤングタウン土曜日』の公開録音「恋愛指南のコーナー」に出演。
- 高校時代は柔道部。
- 落研出身。高座名は「恋枝亭愛志（こいしてい いとし）」。しかし、あだ名は「ちんねん」と呼ばれる。大学時代を知る業界人は、今でも彼を「ちんねん」と呼んでいる。命名理由は不明。
- 特技は落研時代に取得した「鰻を捕まえる動き」。
- 大学3回生だった1989年（平成元年）夏、噺家になることを前提に、桜橋時代のラジオ大阪で前説や雑用のアルバイトを始める。
- 同じく大学3回生のとき、朝日放送主催の「大学対抗爆笑マッチ」に出場。
- 翌1990年（平成2年）朝日放送スポーツ部でADのアルバイトを始める。
- 毎日放送「素人名人会」に出演し、自慢の落語を披露するも、審査員であった3代目桂小文枝まで伝わらず「名人賞」を逃したために（次点にあたる「敢闘賞」を獲得）、噺家を諦め、1991年（平成3年）、番組制作会社に入社。
- 2001年（平成13年）4月、フリーランスとなるが、2009年（平成21年）4月より朝日放送のグループ会社エー・ビー・シーメディアコム（AMC）に入社した。
- 2011年から「森のその」で共演していた構成作家・モリワキナオシと大阪・十三の劇場「シアターセブン」にて、「ウエノソノ＆モリワキのやってみんと」というタイトルのトークイベントを毎月1回開いていた。
- 2015年11月14日には、翌日開催される「ABCラジオまつり2015」の宣伝をしに『乾麻梨子のBonBonラジオ!』にゲスト出演。
- 2019年9月7日より、『土曜いそべ堂』の新パーソナリティに、プロデューサー兼任のまま就任。初のレギュラー出演を果たす。
- 2022年3月より、Podcast番組専用スタジオ兼、ラジオ好きが集まる秘密基地『大国ベース 』を主宰。スタジオはもともとミルクボーイ・駒場孝の自宅だった部屋を借り受けて使っている[1]。
- 2023年4月1日付で朝日放送ラジオへ転籍。

## 担当番組
いずれも朝日放送ラジオ（ABCラジオ）の番組
- 兵動大樹のほわ〜っとエエ感じ。
- ますだおかだ増田のラジオハンター!
- ミルクボーイの火曜日やないか!
- 霜降り明星のだましうち!
- ミルクボーイの煩悩の塊
- きよし・八方のポン♪カラ♪リン
- ラジオパーソナリティ帝王への道! 兵動大樹の十番勝負!
- 兵動大樹の俺たち3回戦ボーイズ
- ツギハギ月曜～ヤーレンズのダダダ団!～

## 担当番組(ABCラジオPodcast)
- 本多正識のちょっと聞いたぁ？
- ニッポンの社長辻の耳をすますな!

以下、大国ベース（Podcast）の番組
- 本多正識の芸人よもやま噺
- みどり･ひろみの好きなことしか喋らへん!

## 過去の担当番組
- 「ドッキリ!ハッキリ!三代澤康司です」（プロデューサー）
- 「磯部・柴田の日曜のびのび大放送」（プロデューサー）
- 「とことん全力投球!!妹尾和夫です」（プロデューサー）
- 「森脇健児のケンケン・ゴウゴウ!」（プロデューサー）
- 「喜多・西森のゆかいな金曜日!」（プロデューサー）
- 「感度良好!中野涼子です」（プロデューサー）
- 「俺達かまいたち!」（プロデューサー）
- 「金曜7時は☆テンダラーじゃナイト!」（プロデューサー＆ディレクター）
- 「土曜いそべ堂」（2019年9月7日放送分からパーソナリティも兼任）
- 「with you」（プロデューサー）
- 「澤田有也佳のこっそりラジオ」（プロデューサー）
- 「南天・佐ん吉の落語家の出番です!」（プロデューサー＆ディレクター）
- 「吉弥・吉の丞の落語家の出番です!」（プロデューサー＆ディレクター）
- 「米朝よもやま噺」（ディレクター）
- 「ラジオ演芸もん」（プロデューサー＆ディレクター）
- 「きよし･ヘレンの金♪婚♪カン！」（プロデューサー＆ディレクター）
- 「ラジオ師匠噺」（プロデューサー＆ディレクター）
- 「スラスラ水曜日」（構成・ディレクター）
- 「なるみ・八方のごきげんさん!」（ディレクター）
- 「もうすぐ夜明けABC」（ディレクター）
- 「歌謡大全集」（ディレクター）
- 「チュートリアルの声」（ディレクター）
- 「満員御礼!福島一丁目劇場」（ディレクター）
- 「とびだせ!夕刊探検隊」（ディレクター）
- 「柴田博のほたるまち旅行社」（ディレクター）

- 「南湖の美男子好男子」（以下ラジオ大阪／ディレクター）
- 「ラジオよしもと むっちゃ元気!」（ディレクター）
- 「出発進行!うめじゅんです」（構成）
- 「まもなく夜明け米朝事務所です」（ディレクター）
- 「森のその」（ディレクター）
- 「嘉門洋子のエンタメ・フライデー」（ディレクター）